# Provinca Valverde
Valverde (španska izgovarjava: [balˈβerðe]) je  provinca Dominikanske republike. Njena prestolnica je mesto Santa Cruz de Mao. Nastala je leta 1958 z odcepitvijo od province Santiago.

## Občine in občinski okraji
Provinca je bila 20. junija 2006 razdeljena na naslednje občine in občinske okraje (D.M.-je):
- Santa Cruz de Mao, glavna občina province
  - Ámina (D.M.)
  - Guatapanal (D.M.)
  - Jaibón de Pueblo Nuevo (D.M.)
- Esperanza
  - Boca de Mao (D.M.)
  - Jicomé (M.D.)
  - Maizal (M.D.)
  - Paradero (M.D.)
- Laguna Salada
  - Cruce de Guayacanes (D.M.)
  - Jaibón (D.M.)
  - La Caya (D.M.)

Spodnja tabela prikazuje števila prebivalstev občin in občinskih okrajev iz popisa prebivalstva leta 2012. Mestno prebivalstvo vključuje prebivalce sedežev občin/občinskih okrajev, podeželsko prebivalstvo pa prebivalce okrožij (Secciones) in sosesk (Parajes) zunaj okrožij.
| Občina            | Skupno  | Mestno prebivalstvo | Podeželsko prebivalstvo |
| ----------------- | ------- | ------------------- | ----------------------- |
| Esperanza         | 70,588  | 52,732              | 17,856                  |
| Laguna Salada     | 30,041  | 20,470              | 9,571                   |
| Santa Cruz de Mao | 106,818 | 80,925              | 25,893                  |
| Provinca Valverde | 207,447 | 154,127             | 53,320                  |

Za celoten seznam občin in občinskih okrajev države, glej Seznam občin Dominikanske republike.  